# Rogério de Souza Phelippe
Rogério de Souza Phelippe, né le 21 février 1977, est un homme d'affaires brésilien. En décembre 2007, le millionnaire est plongé dans un scandale à la suite de la découverte d'une vidéo où il tente de corrompre une préfete de la région de São Paulo.
Le patrimoine de son entreprise, réalisant un chiffre d'affaires de trois millions de dollars par mois, aurait été, selon la police, gagné en grande partie de manière illégale par la corruption d'hommes politiques et de fonctionnaires publics. Au total, la corruption porterait sur des centaines de millions de dollars.
La découverte d'une vidéo datant du mois de septembre 2007, où est extraite une conversation de Phelippe avec Mme Barreto, préfète de la ville de Rosana, à l'extrême-ouest de São Paulo, où ce dernier tente de convaincre la représentante de l'État et son conjoint de recevoir une grosse somme d'argent, fait grand bruit au Brésil. Neuf hommes politiques de la région de São Paulo auraient reçu des paiements mensuels allant de 5000 à 20 000 réaux (1800 à 7600 euros mensuels) de la part de Phelippe.